# Jekaterina Vinogradova
Jekaterina Vinogradova (född Ivanova) (ryska: Екатери́на Генна́дьевна Виногра́дова, Jekaterína Gennádievna Vinográdova; vitryska: Кацярына Генадзьеўна Вінаградава, Katsjaryna Henadzjeŭna Vinahradava) född 3 september 1977 i Novosibirsk, är en rysslandsfödd skidskytt och längdskidåkerska. I inledningen av sin karriär tävlade hon för Vitryssland, i nordamerikanska tävlingar för USA och numer nationellt för Armenien. Vinogradova är bosatt i USA, men representerar sedan säsongen 2010/2011 Armenien, och hon gjorde sin världscupdebut för landet vid tävlingarna i Presque Isle i februari 2011. I och med detta blev hon även Armeniens första representant i världscupen någonsin.

## Karriär
Jekaterina Vinogradova inledde sin professionella karriär år 2003, då hon togs ut i Vitrysslands landslag. Samma år debuterade hon i Världscupen i skidskytte, vid en sprinttävling i Kontiolax. Vinogradova deltog i de olympiska vinterspelen 2006 i Turin, där hon dock inte lyckades nå några större resultat. Säsongen 2006/2007 lade Vinogradova av i världscupsammanhang, och hon tävlade inte längre internationellt. 

### Comeback för Armenien
Hon gjorde dock comeback i världscupen säsongen 2010/2011, den här gången representerande Armenien. I Presque Isle i februari 2011 gjorde hon comeback med en femtionde plats av femtiosex deltagare. Hon följde upp comebacken med en femtioförsta plats i jaktstarten. Vinogradova deltog även i tävlingarna i amerikanska Fort Kent i Maine samma säsong. Där slutade hon på en femtiotredje plats i sprinttävlingen. I och med sitt deltagande för Armenien blev hon landets första deltagare i en världscuptävling i skidskytte någonsin.
Den 5 mars 2011 deltog Vinogradova i sprinten vid världsmästerskapen i skidskytte 2011 i Chanty-Mansijsk och gjorde i och med sitt deltagande Armeniens debut i ett världsmästerskap i skidskytte. Hon slutade på 51:a plats av 102 åkare, och fick därmed även köra jaktstarten dagen därpå.

### Fotnoter
1. ↑  ”Arkiverade kopian”. Arkiverad från originalet den 7 februari 2011. https://web.archive.org/web/20110207020009/http://services.biathlonresults.com/Results.aspx?RaceId=BT1011SWRLCP07SWSP. Läst 4 februari 2011.
2. ↑  ”Arkiverade kopian”. Arkiverad från originalet den 9 februari 2011. https://web.archive.org/web/20110209163946/http://services.biathlonresults.com/results.aspx?RaceId=BT1011SWRLCP07SWPU. Läst 6 februari 2011.
3. ↑  ”Arkiverade kopian”. Arkiverad från originalet den 11 februari 2011. https://web.archive.org/web/20110211182629/http://services.biathlonresults.com/results.aspx?RaceId=BT1011SWRLCP08SWSP. Läst 11 februari 2011.
4. ↑  Vivier, Benoit (11 februari 2011). ”Presque Isle: Berger pour une cinquième”. biathlon-news.fr. Arkiverad från originalet den 25 maj 2012. https://archive.is/20120525135637/http://www.biathlon-news.fr/article-presque-isle-berger-pour-une-cinquieme-66451524.html. (franska)
5. ↑  ”IBU WORLD CHAMPIONSHIPS - Khanty-Mansiysk (RUS)”. biathlonworld.com. 5 mars 2011. Arkiverad från originalet den 6 juli 2015. https://web.archive.org/web/20150706144656/http://services.biathlonresults.com/results.aspx?RaceId=BT1011SWRLCH__SWSP.